# Kioea
De kioea (Chaetoptila angustipluma), is een uitgestorven zangvogel die endemisch was op het eiland Hawaï. De vogel behoort tot de familie Mohoidae waarvan alle soorten zijn uitgestorven.

## Kenmerken
De kioea was een grote vogel, ongeveer 33 centimeter lang, met een lange, licht gebogen snavel. De vogel leek op de soorten uit het geslacht Moho, maar onderscheidde zich daarvan door de brede zwarte streep op de kop en de bijzondere veren op de kop en de borst die eerder op haren leken. Het Hawaïaanse woord 'kioea' betekent letterlijk 'hoog staand'.

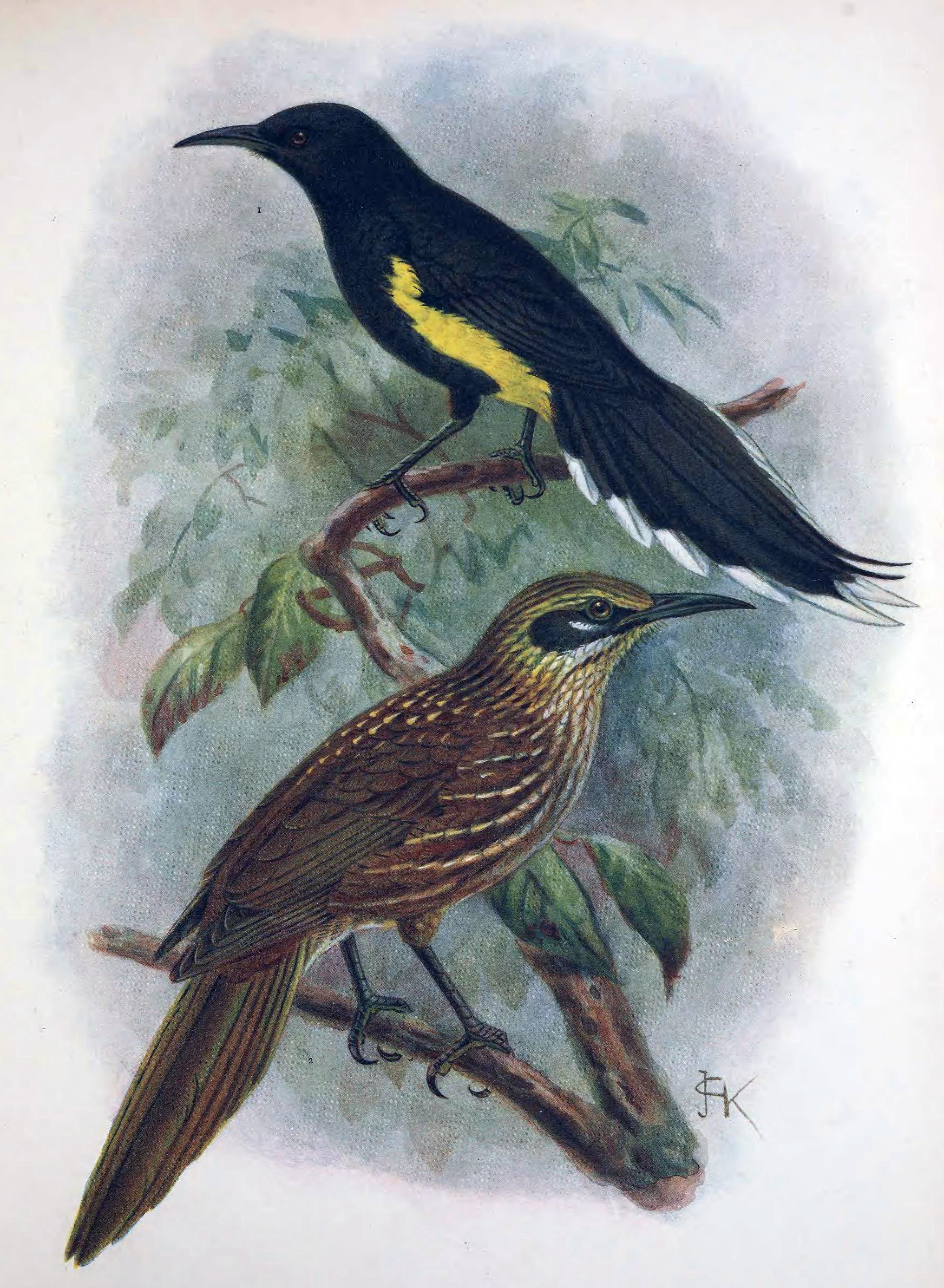
Moho apicalis en de kioea (Chaetoptila angustipluma)

Er zijn vier exemplaren bewaard gebleven die afkomstig zijn van het eiland Hawaï. Uit fossiele gegevens blijkt dat er verwante soorten bestonden op andere Hawaïaanse eilanden.

## Taxonomie
Hoewel alle vier bekende exemplaren van het eiland Hawaii afkomstig zijn, blijkt uit fossielen dat er ook op andere Hawaiiaanse eilanden verwante vogels voorkwamen. De Oahu kioea (Chaetoptila cf. angustipluma) werd gevonden op Oahu, Maui en mogelijk andere eilanden ten noorden van Oahu en heeft een onduidelijke taxonomische status binnen het geslacht Chaetoptila, terwijl de smalsnavelkioea (?Chaetoptila sp.) werd gevonden op Maui en mogelijk andere eilanden en meer onderscheidend is en mogelijk helemaal geen plaatsing in Chaetoptila verdient.
Tot voor kort werd gedacht dat deze soort en de vogels in het geslacht Moho tot de familie Meliphagidae (honingeters) behoorden, omdat deze vogels zo op leden van die familie leken en zich zo gedroegen, inclusief veel morfologische details. Een onderzoek uit 2008 heeft op basis van een fylogenetische analyse van DNA van museumexemplaren aangetoond dat de geslachten Moho en Chaetoptila niet tot de Meliphagidae behoren (en er alleen maar op lijken door convergente evolutie), maar in plaats daarvan tot een groep behoren waartoe ook de pestvogels en de palmtapuiten behoren; ze lijken vooral erg op de zijdevliegenvangers. De auteurs hebben voor deze twee uitgestorven geslachten de familie Mohoidae voorgesteld. Recentere onderzoeken bevestigen dat de familie Mohoidae de zustergroep is van het geslacht Hypocolius van de familie Hypocoliidae.
Lang werd gedacht dat de kioea en de soorten uit het geslacht Moho tot de honingeters (Meliphagidae) behoorden. Moleculair genetisch onderzoek toonde aan dat deze vogels behoren tot de echte zangvogels (Oscines).

## Het uitsterven
Het proces van uitsterven van de kioea was al begonnen toen kolonisten uit Europa daar arriveerden. De oorspronkelijke bevolking was nauwelijks vertrouwd met deze vogelsoort. De veren van de vogels ontbraken in de versieringen van de kleding en ook in liederen en verhalen ontbrak de kioea.
Sinds 1994 staat de vogel als uitgestorven op de internationale rode lijst.